# Augustin Buisson
Pour les articles homonymes, voir Buisson.
Augustin Buisson est un homme politique français né le 21 novembre 1812 à Hattenville (Seine-Maritime) et décédé le 19 novembre 1876 à Yvetot (Seine-Maritime).

## Biographie
Avocat à Yvetot, conseiller général, il est député de la Seine-Maritime de 1869 à 1870, siégeant avec le Tiers-Parti, et signant l'adresse de 116. Il est représentant de la Seine-Maritime de 1871 à 1876, siégeant à gauche.

## Sources
- « Augustin Buisson », dans Adolphe Robert et Gaston Cougny, Dictionnaire des parlementaires français, Edgar Bourloton, 1889-1891 [détail de l’édition]